# Tour de France 1908
6. Tour de France rozpoczął się 13 lipca, a zakończył 9 sierpnia 1908 roku w Paryżu. Wystartowało 110 zawodników, ukończyło 36. Zwyciężył reprezentant gospodarzy Lucien Petit-Breton, dla którego było to drugie zwycięstwo w tym wyścigu.
W 1908 roku, podobnie jak w trzech poprzednich wyścigach postanowiono ustalać klasyfikację generalną na podstawie punktów zdobywanych przez kolarzy na poszczególnych etapach. Na podstawie przeliczeń (miejsce, uzyskany czas i punkty dodatkowe) po każdym etapie najmniej „oczek” zdobył Lucien Petit-Breton, który tym samym został zwycięzcą szóstej edycji Tour de France. 
Kolarze rywalizowali na tej samej trasie co rok wcześniej.

## Etapy
| Etap | Data       | Trasa              | Dystans | Zwycięzca                | Lider wyścigu                         |
| ---- | ---------- | ------------------ | ------- | ------------------------ | ------------------------------------- |
| 1    | 13 lipca   | Paryż - Roubaix    | 272 km  | Goerges Passerieu        | Goerges Passerieu                     |
| 2    | 15 lipca   | Roubaix - Metz     | 398 km  | Lucien Petit-Breton      | Goerges Passerieu Lucien Petit-Breton |
| 3    | 17 lipca   | Metz - Belfort     | 259 km  | François Faber           | Lucien Petit-Breton                   |
| 4    | 19 lipca   | Belfort - Lyon     | 309 km  | François Faber           | Lucien Petit-Breton                   |
| 5    | 21 lipca   | Lyon - Grenoble    | 311 km  | Goerges Passerieu        | Lucien Petit-Breton                   |
| 6    | 23 lipca   | Grenoble - Nicea   | 345 km  | Jean-Baptiste Dortignacq | Lucien Petit-Breton                   |
| 7    | 25 lipca   | Nicea - Nîmes      | 354 km  | Lucien Petit-Breton      | Lucien Petit-Breton                   |
| 8    | 27 lipca   | Nîmes - Tuluza     | 303 km  | François Faber           | Lucien Petit-Breton                   |
| 9    | 29 lipca   | Tuluza - Bajonna   | 299 km  | Lucien Petit-Breton      | Lucien Petit-Breton                   |
| 10   | 31 lipca   | Bajonna - Bordeaux | 269 km  | Georges Paulmier         | Lucien Petit-Breton                   |
| 11   | 2 sierpnia | Bordeaux - Nantes  | 391 km  | Lucien Petit-Breton      | Lucien Petit-Breton                   |
| 12   | 4 sierpnia | Nantes - Brest     | 321 km  | François Faber           | Lucien Petit-Breton                   |
| 13   | 6 sierpnia | Brest - Caen       | 415 km  | Goerges Passerieu        | Lucien Petit-Breton                   |
| 14   | 9 sierpnia | Caen - Paryż       | 251 km  | Georges Passerieu        | Lucien Petit-Breton                   |

## Klasyfikacja końcowa
| lp  | Zawodnik            | Kraj       | Sponsor        | Punkty |
| --- | ------------------- | ---------- | -------------- | ------ |
| 1.  | Lucien Petit-Breton | Francja    | Peugeot-Wolber | 36     |
| 2.  | François Faber      | Luksemburg | Peugeot-Wolber | 68     |
| 3.  | Georges Passerieu   | Francja    | Peugeot-Wolber | 75     |
| 4.  | Gustave Garrigou    | Francja    | Peugeot-Wolber | 91     |
| 5.  | Luigi Ganna         | Włochy     | Alcyon-Dunlop  | 120    |
| 6.  | Georges Paulmier    | Francja    | Peugeot-Wolber | 125    |
| 7.  | Georges Fleury      | Francja    | Peugeot-Wolber | 134    |
| 8.  | Henri Cornet        | Francja    | Peugeot-Wolber | 142    |
| 9.  | Marcel Godivier     | Francja    | Alcyon-Dunlop  | 153    |
| 10. | Giovanni Rossignoli | Włochy     | Bianchi        | 160    |